# Perfect Timing
Perfect Timing è l'album d'esordio dei The McAuley Schenker Group pubblicato nel 1987 per la Capitol Records.

## Tracce
1. Gimme Your Love
2. Here Today-Gone Tomorrow
3. Don't Stop Me Now
4. No Time for Losers
5. Follow the Night
6. Get Out
7. Love Is Not a Game
8. Time
9. I Don't Wanna Lose

### Bonus track
- 10. Rock 'Til You're Crazy
- 11. Gimme Your Love
- 12. Follow the Night

## Formazione
- Robin McAuley - voce
- Michael Schenker - chitarra
- Mitch Perry - chitarra
- Rocky Newton - basso
- Bodo Schopf - batteria